# Stipa trichophylla
Stipa trichophylla är en gräsart som beskrevs av George Bentham. Stipa trichophylla ingår i släktet fjädergrässläktet, och familjen gräs. Inga underarter finns listade i Catalogue of Life.